# Oolopygus
Oolopygus is een geslacht van uitgestorven zee-egels uit de familie Pliolampadidae.

## Soorten
- Oolopygus convexus Smiser, 1935 †
- Oolopygus jandrainensis Smiser, 1935 †